# Hokej na trawie na Letnich Igrzyskach Olimpijskich 2004
Hokej na trawie na XXVIII Letnich Igrzysk Olimpijskich w Atenach rozgrywany był w Olimpijskim Centrum Hokejowym.

## Mężczyźni
| Lp. | Państwo   | Zawodnicy |
| --- | --------- | --- |
| 1   | Australia | Geoff Boyce, Michael Boyce, Michael Brennan, Travis Brooks, Dean Butler, Adam Commens, Jamie Dwyer, Nathan Eglington, Troy Elder, Bevan George, Robert Hammond, Mark Hickman, Aaron Hopkins, Mark Knowles, Brent Livermore, Stephen Mowlam, Michael McCann, Grant Schubert, Andrew Smith, Craig Victory, Matthew Wells, Liam de Young                                         |
| 2   | Holandia  | Matthijs Brouwer, Ronald Brouwer, Jeroen Delmee, Geert-Jan Derickx, Rob Derickx, Marten Eikelboom, Floris Evers, Piet-Hein Geeris, Egbert Ho, Erik Jazet, Karel Klaver, Bram Lomans, Jesse Mahieu, Nick Mejder, Rob Reckers, Teake Taekema, Kristiaan Timman, Klaas Veering, Guus Vogels, Roderick Weusthof, Teun de Nooijer, Jan Jorn van t'Land, Sander van der Weide       |
| 3   | Niemcy    | Clemens Arnold, Christoph Bechmann, Sebastian Biederlack, Ulrich Bubolz, Philipp Crone, Eike Duckwitz, Christoph Eimer, Björn Emmerling, Michael Green, Tobias Hentschel, Benjamin Köpp, Florian Kunz, Max Landshut, Björn Michel, Sascha Reinelt, Justus Scharowsky, Christian Schulte, Christian Wein, Tibor Weissenborn, Timo Weiss, Matthias Witthaus, Christopher Zeller |

## Kobiety
| Lp. | Państwo   | Zawodniczki |
| --- | --------- | --- |
| 1   | Niemcy    | Tina Bachmann, Denise Klecker, Mandy Haase, Nadine Ernsting-Krienke, Caroline Casaretto, Natascha Keller, Silke Müller, Marion Rodewald, Heike Lätzsch, Fanny Rinne, Louisa Walter, Anke Kühn, Badri Latif, Julia Zwehl, Sonja Lehmann, Franziska Gude |
| 2   | Holandia  | Clarinda Sinnige, Lisanne de Roever, Macha van der Vaart, Fatima Moreire de Melo, Jiske Snoeks, Maartje Scheepstra, Miek van Geenhuizen, Sylvia Karres, Mijntje Donners, Ageeth Boomgaardt, Minke Smabers, Minke Booij, Janneke Schopman, Chantal de Bruijn, Eefke Mulder, Lieve van Kessel |
| 3   | Argentyna | Maria Magdalena Aicega, Ines Arrondo, Luciana Paula Aimar, Claudia Ines Burkart, Angela Cattaneo, Marina Silvia Cohen, Natali Doreski, Maria Paz Ferrari, Agustina Soledad Garcia, Mariana Alejandra Gonzalez-Oliva, Alejandra Laura Gulla, Maria de la Paz Hernandez, Laura Maiztegui, Maria Mercedes Margalot, Pilar Mejico, Gabriela Monis, Vanina Paula Oneto, Carla Rebecchi, Ana Macarena Rodriguez-Perez, Maria Cecilia Rognoni, Marine Russo, Ayelen Iara Stepnik, Paola Vukojicic, Maria Cecilia del Cabril, Marina Emilce di Giacomo |